# Sparkassenverband Baden-Württemberg

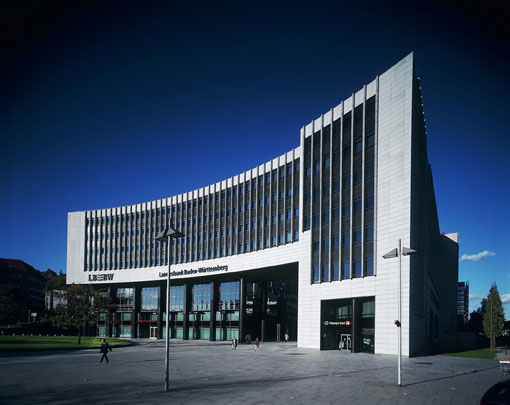
Der Sparkassenverband Baden-Württemberg hat seine Geschäftsräume im Gebäude der Landesbank Baden-Württemberg in Stuttgart

Der Sparkassenverband Baden-Württemberg (SVBW) ist der Dachverband der Sparkassen, in Baden-Württemberg.

## Rechtliche Grundlagen
Der Sparkassenverband Baden-Württemberg ist eine Körperschaft des öffentlichen Rechts. Rechtsgrundlage sind die §§ 35 bis 39 des Sparkassengesetzes für Baden-Württemberg sowie die von der Verbandsversammlung erlassene Satzung des Sparkassenverbands.
Sitz des Verbands ist Stuttgart. Seine Geschäftsräume befinden sich im Gebäude der Landesbank Baden-Württemberg am Hauptbahnhof.

## Organisation und Aufgaben

### Mitglieder
Mitglieder des Sparkassenverbands sind die Sparkassen in Baden-Württemberg und deren Träger. Die Mitgliedschaft ist nach dem Sparkassengesetz vorgegeben; ein Austritt aus dem Verband ist deshalb nicht möglich.

### Organe
Organe des Sparkassenverbands sind die Verbandsversammlung, der Verbandsvorstand und der Verbandsvorsteher.
Der Verbandsvorsteher vertritt den Verband nach außen. Verbandsvorsteher ist seit dem 1. Mai 2024 Matthias Neth. Stellvertreter des Verbandsvorstehers ist der Verbandsgeschäftsführer Ralf Bäuerle.
Die Verbandsversammlung besteht aus den Vorsitzenden des Verwaltungsrats und den Vorstandsvorsitzenden der Mitgliedssparkassen sowie einem weiteren Mitglied aus jeder Mitgliedssparkasse, dem so genannten Trägerabgeordneten.
Der Verbandsvorstand besteht aus dem Verbandsvorsteher und 24 weiteren Mitgliedern.
Für bestimmte Themen hat der Verband Fachausschüsse und Arbeitsgemeinschaften gebildet (z. B. Arbeitsgemeinschaft der Verwaltungsratsvorsitzenden oder Ausschuss für Marketing und Marktkommunikation).

### Interne Organisation und Aufgaben

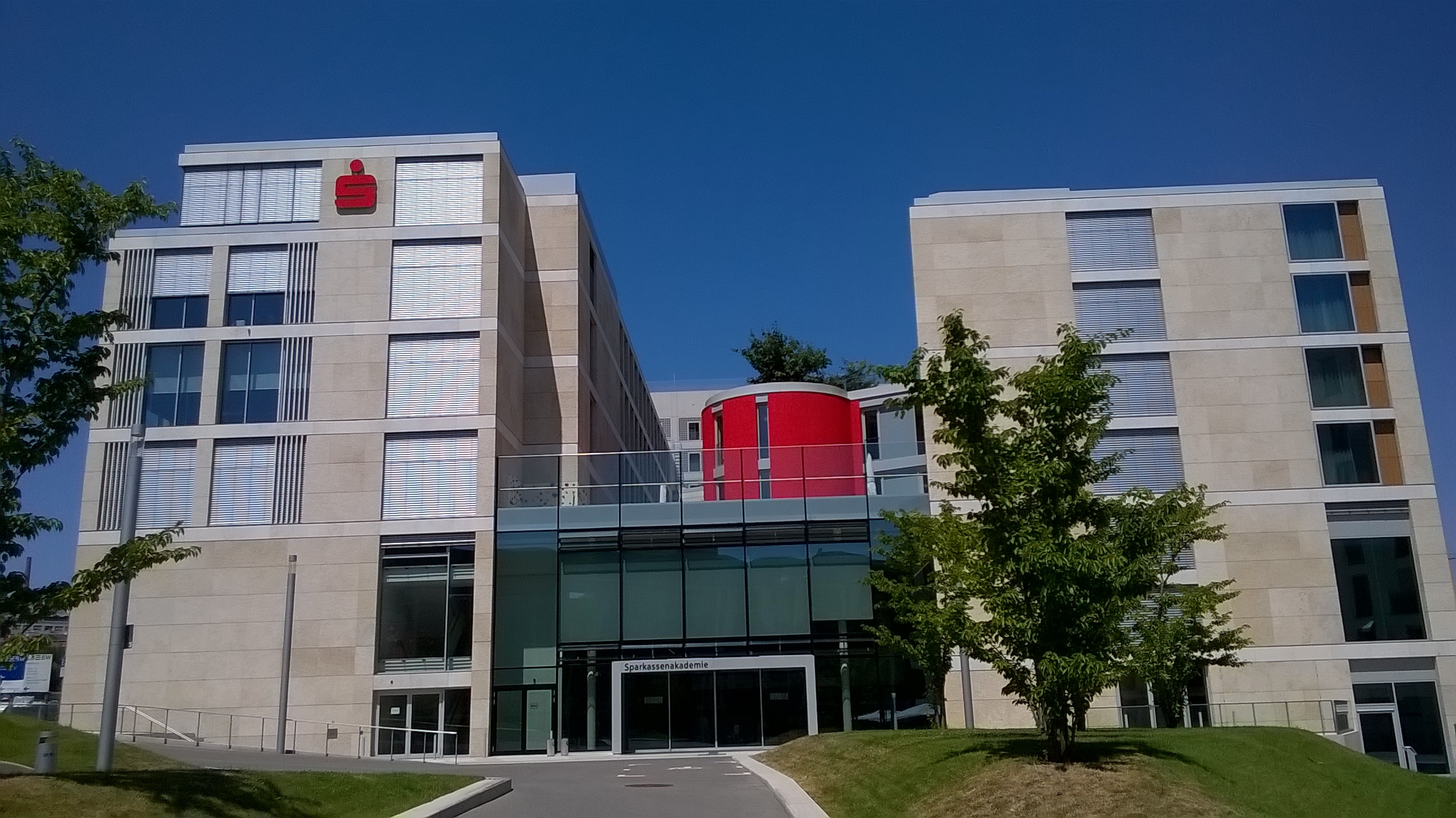
Sparkassenakademie in Stuttgart

Der Sparkassenverband betreibt die baden-württembergische Sparkassenakademie zur Fortbildung der Sparkassenmitarbeiter sowie eine Prüfungsstelle, die für die Wirtschaftsprüfung der Jahresabschlüsse der baden-württembergischen Sparkassen und ihrer Tochtergesellschaften zuständig ist. Zur betriebswirtschaftlichen und geschäftspolitischen Beratung der Mitgliedssparkassen sowie zur Vertretung der Interessen der Sparkassen gegenüber politischen und gesellschaftlichen Institutionen sind zwei weitere Ressorts eingerichtet (Grundsatzfragen/Recht/Personal und Verwaltung sowie Markt und Betrieb).

### Gewährträgerschaften, Mitgliedschaften und Beteiligungen
Der Verband ist einer der Träger der Landesbank Baden-Württemberg und der Landesbausparkasse Süd. Er ist Mitglied im Deutschen Sparkassen- und Giroverband. Über Beteiligungsgesellschaften verwaltet er die Anteile der baden-württembergischen Sparkassen an der SV SparkassenVersicherung. Weitere nennenswerte Beteiligungen bestehen an der Finanz Informatik, am Deutschen Sparkassenverlag und an der EURO Kartensysteme GmbH.

## Sparkassen in Baden-Württemberg
Zum 1. Juli 2023 bestanden die folgenden 50 Sparkassen in Baden-Württemberg, deren Geschäftsvolumen sich zum Jahresende 2022 auf insgesamt 243,2 Milliarden Euro addierte. Diese Sparkassen beschäftigten zum 30. Juni 2023 29.960 Mitarbeiter und betrieben 1.860 Filialen.
| Sparkasse                                              | Ort                                        | Geschäftsvolumen in Mio. Euro 12/2022 |
| ------------------------------------------------------ | ------------------------------------------ | ------------------------------------- |
| Sparkassenverband Baden-Württemberg                    |                                            | 243.159                               |
| Sparkasse Pforzheim Calw                               | Pforzheim                                  | 17.021                                |
| Kreissparkasse Ludwigsburg                             | Ludwigsburg                                | 12.419                                |
| Kreissparkasse Heilbronn                               | Heilbronn                                  | 13.329                                |
| Kreissparkasse Esslingen-Nürtingen                     | Esslingen                                  | 11.831                                |
| Kreissparkasse Böblingen                               | Böblingen                                  | 11.103                                |
| Kreissparkasse Waiblingen                              | Waiblingen                                 | 10.545                                |
| Sparkasse Karlsruhe                                    | Karlsruhe                                  | 11.472                                |
| Sparkasse Heidelberg                                   | Heidelberg                                 | 8.447                                 |
| Kreissparkasse Biberach                                | Biberach                                   | 6.966                                 |
| Sparkasse Freiburg-Nördlicher Breisgau                 | Freiburg                                   | 8.279                                 |
| Sparkasse Ulm                                          | Ulm                                        | 7.203                                 |
| Kreissparkasse Göppingen                               | Göppingen                                  | 6.343                                 |
| Kreissparkasse Tübingen                                | Tübingen                                   | 6.572                                 |
| Kreissparkasse Ostalb                                  | Aalen                                      | 6.514                                 |
| Kreissparkasse Ravensburg                              | Ravensburg                                 | 5.620                                 |
| Kreissparkasse Reutlingen                              | Reutlingen                                 | 6.207                                 |
| Sparkasse Rhein Neckar Nord                            | Mannheim                                   | 5.919                                 |
| Sparkasse Bodensee                                     | Friedrichshafen                            | 5.366                                 |
| Sparkasse Offenburg/Ortenau                            | Offenburg                                  | 5.216                                 |
| Sparkasse Kraichgau                                    | Bruchsal                                   | 4.843                                 |
| Sparkasse Schwarzwald-Baar                             | Villingen-Schwenningen                     | 4.964                                 |
| Sparkasse Zollernalb                                   | Balingen                                   | 4.107                                 |
| Sparkasse Schwäbisch Hall-Crailsheim                   | Schwäbisch Hall                            | 4.356                                 |
| Kreissparkasse Tuttlingen                              | Tuttlingen                                 | 4.496                                 |
| Sparkasse Hochrhein                                    | Waldshut-Tiengen                           | 3.834                                 |
| Sparkasse Tauberfranken                                | Tauberbischofsheim                         | 3.343                                 |
| Kreissparkasse Rottweil                                | Rottweil                                   | 3.516                                 |
| Sparkasse Hegau-Bodensee                               | Singen                                     | 4.049                                 |
| Sparkasse Lörrach-Rheinfelden                          | Lörrach                                    | 3.482                                 |
| Sparkasse Markgräflerland                              | Müllheim im Markgräflerland, Weil am Rhein | 3.282                                 |
| Sparkasse Neckartal-Odenwald                           | Mosbach                                    | 2.978                                 |
| Kreissparkasse Heidenheim                              | Heidenheim                                 | 2.473                                 |
| Sparkasse Baden-Baden Gaggenau                         | Baden-Baden                                | 2.345                                 |
| Kreissparkasse Freudenstadt                            | Freudenstadt                               | 2.201                                 |
| Sparkasse Rastatt-Gernsbach                            | Rastatt                                    | 1.982                                 |
| Sparkasse Hohenlohekreis                               | Künzelsau                                  | 2.455                                 |
| Hohenzollerische Landesbank Kreissparkasse Sigmaringen | Sigmaringen                                | 2.026                                 |
| Sparkasse Hanauerland                                  | Kehl                                       | 1.406                                 |
| Sparkasse Staufen-Breisach                             | Staufen                                    | 1.709                                 |
| Sparkasse Hochschwarzwald                              | Titisee-Neustadt                           | 1.350                                 |
| Sparkasse Kinzigtal                                    | Haslach im Kinzigtal                       | 1.869                                 |
| Bezirkssparkasse Reichenau                             | Reichenau                                  | 1.648                                 |
| Sparkasse Engen-Gottmadingen                           | Engen                                      | 1.234                                 |
| Sparkasse Salem-Heiligenberg                           | Salem                                      | 1.099                                 |
| Sparkasse Bühl                                         | Bühl                                       | 1.230                                 |
| Sparkasse Wiesental                                    | Schopfheim                                 | 1.428                                 |
| Sparkasse Pfullendorf-Meßkirch                         | Pfullendorf                                | 1.057                                 |
| Sparkasse Bonndorf-Stühlingen                          | Bonndorf im Schwarzwald                    | 669                                   |
| Sparkasse Wolfach                                      | Wolfach                                    | 710                                   |
| Sparkasse St. Blasien                                  | St. Blasien                                | 647                                   |

## Geschichte
Der Sparkassenverband Baden-Württemberg entstand zum 1. Januar 2001 durch Fusion des Württembergischen und des Badischen Sparkassen- und Giroverbands. Erster Präsident war bis zum 30. April 2006 der spätere Präsident des Deutschen Sparkassen- und Giroverbands Heinrich Haasis. Haasis war bis zur Fusion Präsident des Württembergischen Sparkassen- und Giroverbands. Sein Nachfolger als Präsident war vom 1. Mai 2006 bis zum 30. April 2024 Peter Schneider.